# Stephen Donovan
Stephen Kenneth Donovan, né le 3 juin 1954, est un paléontologue britannique, qui travaille au Nederlands Centrum voor Biodiversiteit - Naturalis, musée et institut de recherche en histoire naturelle et biodiversité, à Leyde, aux Pays-Bas (section Paléozoïque, Mésozoïque -Macroinvertébrés).

## Biographie
Il a auparavant travaillé au Département de géologie de l'Université des Antilles à Kingston, en Jamaïque. Il est membre de la Linnean Society of London.
Il reçoit la Médaille linnéenne en 2008.